# Dragon Capital
«Dragon Capital» — украинская инвестиционная компания, предоставляет услуги по брокерскому обслуживанию, инвестиционно-банковскому сопровождению, управлению активами и прямым инвестициям для институциональных, корпоративных и частных клиентов.
Компания основана в 2000 году в Киеве. В 2007—2017 годах миноритарным совладельцем Dragon Capital был Goldman Sachs, один из крупнейших мировых банков. Компания предоставляет брокерские и корпоративные финансовые услуги иностранным и отечественным институциональным и стратегическим инвесторам как на Украине, так и в регионе Центральной и Восточной Европы
В 2016—2020 годах Dragon Capital вместе со своими зарубежными партнерами инвестировали в недвижимость более 600 млн долл. Из них более 500 млн долл. — это Киев и Киевская область. Инвестиционным партнером, среди прочих, является американский финансист, биржевой инвестор Джордж Сорос.

## Торговля акциями и облигациями
Dragon Capital — один из крупнейших торговцев акциями и облигациями на Украине, с 2000 года является крупнейшим по обороту украинским фондовым брокером. Деятельность компании связана со сбором финансовых данных крупных украинских фирм. На основании этих данных, Dragon Capital выпускает один из ведущих индексов фондового рынка на территории Украины.
Dragon Capital торгует на всех основных украинских акциях и все активнее работает с корпоративными облигациями;

## Инвестиционная деятельность
Инвестиционно-банковское подразделение компании с 2005 г. провело 25 IPO и частных размещений акций украинских компаний общую сумму, эквивалентную 1,7 млрд долларов США. По стоянию на 2024 год компания провела 130 сделок на общую сумму свыше 10 млрд долл.
Компания Dragon Capital осуществляет консультации по корпоративным финансам на территории Украины, Чехии, Словакии и Румынии, а также предоставляла консультационные услуги для компаний Bongrain, Bonduelle, Dirol Cadbury, CRH, Heidelberg Cement, InBev и RUSAL.

## Прямые инвестиции
Dragon Capital инвестирует с 2001 года свои собственные средства и средства международных партнеров в украинских производителей товаров и поставщиков услуг на Украине, а также в проекты жилой и коммерческой недвижимости.
В 2008 году, совместно с East Capital Bering Ukraine Fund, покупка 70 % акций компании Чумак, которые были проданы в 2019 году.
В 2017—2019 годах приобретение ряда различных объектов коммерческой недвижимости: ТЦР Victoria Gardens (Львов), торгово-офисный комплекс Sky Park (Винница), бизнес-центр Eco Tower (Запорожье), Horizon Park Business Center (Киев), ТРЦ Аладдин (Киев), логистический центр Арктика (Киев), ТРЦ Smart Plaza Obolon (Киев), логистический комплекс West Gate Logistic, опосредованное приобретение офисного здания банка Киевская Русь.
В 2019 года покупка миноритарного пакета акций компании Ciklum.
В июне 2020 закрыта покупка фармацевтического логистического комплекса Фалби.
В декабря 2020 куплен Индустриальный парк в Рясне-2. В 2023 году ЕБРР инвестировал 24,5 млн долларов США в развитие индустриального парка "М10 Львов". Первая очередь Львовского индустриального парка М10 была завершена в мае 2024 года и передана в аренду компании "Аврора Мультимаркет".

### Europe Virgin Fund
В июле 2010 года компания Dragon Capital учредила региональный фонд прямых инвестиций — Europe Virgin Fund, оперирующей активами на территории Украины, Молдове и Беларуси. Фонд оперирует инвестициями от ЕБРР, швейцарского суверенного фонда SIFEM, Black Sea Trade and Development Bank и других инвесторов.

## Инвестиции

### В недвижимость
Для инвестирования в проекты коммерческой и жилой недвижимости на Украине в феврале 2007 года создана компания Dragon — Ukrainian Properties & Development Plc (DUPD). По словам управляющего директора по прямым инвестициями компании Владимира Тимочко, приоритетным в этом направлении сейчас является проект жилого комплекса в районе Минской площади (Киев, Оболонь).
По состоянию на октябрь 2017 года дочерние структуры приобрели пять крупных объектов недвижимости, общая площадь которых составляет более 205 тыс. м², в том числе 41,5 тыс. м² в виде двух киевских бизнес-центров («Евразия» и «Прайм»).
В 2018 году дочерние структуры компании приобрели ТРЦ Victoria Gardens во Львове, БЦ Eco Tower в Запорожье и торгово-офисный комплекс Sky Park в Виннице, а также складские комплексы под Киевом
В 2020 году компания Dragon Capital приобрела шестиэтажное здание для Киевской школы экономики. Dragon Capital также поддерживает расширение Киевской школы экономики.

### В украинские СМИ
По состоянию на октябрь 2017 года Dragon Capital владеет общественно-политическим журналом Новое время вместе с одноимённым информационным интернет-порталом, а также ТРК Радио «Эра»(сейчас Радио НВ). Объём инвестиций к 2019 году составлял 10 млн долларов.
В ноябре 2020 года Антимонопольный комитет Украины разрешил DC купить компанию Treeum Holdings Limited, владеющую интернет-изданиями «Минфин» и Finance.ua.
В начале 2021 года фонд прямых инвестиций Dragon Capital New Ukraine Fund LP, завершил сделку по приобретению контрольного пакета акций компании Treeum, которая владеет финансовыми порталами Finance.ua и Minfin.com.ua.
В мае 2021 года куплены 100 % корпоративных прав на издание Украинская правда.

### Dragon Capital New Ukraine Fund
Фонд Dragon Capital New Ukraine Fund создан в ноябре 2015 совместно с Ukrainian Redevelopment Fund, находящийся под руководством Soros Fund Management. Основная цель — инвестировать в украинскую экономику и обеспечивать компании финансовой и управленческой поддержкой.

## Награды
Финансовый журнал «Euromoney» признавал Dragon Capital «Лучшей инвестиционной компанией Украины» в 2002, 2004—2008, 2015—2017. Рейтинги Thomson Reuters Extel и Institutional Investor регулярно отмечают аналитическую команду Dragon Capital (2007—2009, 2011, 2013—2016). Компания отмечена наградами финансового издания Emea Finance как лучший брокер Украины и лучшая инвестиционная компания Украины (2013, 2014).